# Clavietă
Clavieta este un instrument muzical de suflat cu ancii metalice acționate prin apăsarea unor clape și suflarea de către executant prin muștiuc. Este un instrument polifonic care poate reda concomitent chiar și toate înălțimile disponibile, singurele limitări de acest fel fiind respirația și digitațiile interpretului. Timbrul amintește de acela al acordeonului, armoniului (instrumentul fiind, de altfel, o variantă miniaturală a sa, acțiunea foalelor fiind realizată de respirație) și, în parte, de oboi.